# Кирх Мулзов
Кирх Мулзов (њем. Kirch Mulsow) општина је у њемачкој савезној држави Мекленбург-Западна Померанија. Једно је од 59 општинских средишта округа Бад Доберан. Према процјени из 2010. у општини је живјело 334 становника. Посједује регионалну шифру (AGS) 13051036.

## Географски и демографски подаци
Кирх Мулзов се налази у савезној држави Мекленбург-Западна Померанија у округу Бад Доберан. Општина се налази на надморској висини од 73 метра. Површина општине износи 14,5 km². У самом мјесту је, према процјени из 2010. године, живјело 334 становника. Просјечна густина становништва износи 23 становника/km².